# Американский институт прав человека
Американский институт прав человека (англ. Inter-American Institute of Human Rights, IIHR) — автономное международное академическое учреждение, занимающееся обучением, исследованиями и продвижением прав человека. Основан в 1980 году по соглашению между Межамериканским судом по правам человека и правительством Коста-Рики. Штаб-квартира расположена в столице страны Сан-Хосе. Институт дополняет просветительскую деятельность Межамериканского суда и Межамериканской комиссии по правам человека.

## Миссия
Согласно уставу, миссия института — «обучать правам человека и способствовать их соблюдению для укрепления демократии и справедливости в Америке, взаимодействуя с органами межамериканской системы, гражданским обществом, академическими кругами и государством». IIHR выступает платформой для диалога между правозащитниками и государственными органами. При этом институт не расследует конкретные нарушения прав человека и не контролирует выполнение государствами международных обязательств.

## Структура
Высший орган института — Генеральная ассамблея, состоящая из экспертов по правам человека со всего Американского континента. Ассамблея собирается раз в два года для определения политики и стратегических направлений деятельности. Из её состава избирается Исполнительный комитет (12 членов), который контролирует реализацию программ и оценивает их эффективность. Руководство текущей деятельностью осуществляет исполнительный директор, являющийся юридическим представителем организации.
Помимо головного офиса в Сан-Хосе, институт имеет региональное отделение для стран Южной Америки в Монтевидео (Уругвай), открытое в 2009 году.